# Halugonahalli, Kunigal
Halugonahalli là một làng thuộc tehsil Kunigal, huyện Tumkur, bang Karnataka, Ấn Độ.